# Kokusai Ki-59
Il Kokusai Ki-59 (キ59?), indicato anche Aereo da trasporto Tipo 1 (一式輸送機?) in base alle convenzioni di designazione allora vigenti, e al quale venne assegnato il nome in codice alleato Theresa fu un aereo da trasporto tattico bimotore monoplano ad ala alta sviluppato dall'azienda aeronautica giapponese Nippon Kokusai Koku Kogyo KK negli anni quaranta.
Derivato dal bimotore da trasporto leggero di linea Teradako-ken TK-3 venne utilizzato dal Dai-Nippon Teikoku Rikugun Kōkū Hombu, la componente aerea dell'esercito imperiale giapponese, durante la seconda guerra mondiale.

## Storia del progetto
Alla fine degli anni trenta l'Esercito imperiale emise una specifica per la fornitura di un velivolo da trasporto leggero per equipaggiare le proprie forze nelle operazioni di spostamento di personale e materiali. La mancanza di un velivolo già in dotazione di simili caratteristiche e la sua estrema necessità furono favorevoli alla proposta della conversione ad uso militare di un velivolo leggero proposto per i servizi di linea passeggeri ma non avviato alla produzione in serie, il Teradako-ken TK-3.
Il TK-3, un bimotore ad ala alta con carrello d'atterraggio fisso, si dimostrò sottopotenziato per le esigenze commerciali ed il suo sviluppo era avviato alla sospensione del programma dopo la costrizione do soli due prototipi. Il modello venne quindi leggermente modificato, equipaggiato con una motorizzazione più potente e quindi presentato nel 1939 alla commissione di valutazione militare che, data l'urgenza, si ritenne soddisfatta richiedendo solo delle ulteriori piccole modifiche.
Dall'esemplare portato in volo nel giugno di quell'anno, il modello di preserie aveva adottato un nuovo impennaggio, modificato nelle dimensioni dell'elemento verticale, un carrello completamente carenato e venne modificato nella parte anteriore della fusoliera per fornire una maggiore visibilità all'equipaggio seduto ai comandi della cabina di pilotaggio. Le modifiche consentirono al velivolo di acquistare migliori caratteristiche generali unite ad una buona manovrabilità per cui ne venne decisa l'avvio alla produzione in serie nel 1941.

## Tecnica
Il Ki-59 era un velivolo dall'aspetto tradizionale destinato al trasporto realizzato in tecnica mista, caratterizzato dalla configurazione ad ala alta e carrello fisso.
La fusoliera, di sezione rettangolare, era realizzata con struttura in tubi d'acciaio saldati ricoperta in tela. Presentava la cabina di pilotaggio posizionata sulla parte anteriore, dotata di ampia finestratura, con due posti affiancati per pilota e copilota, ed una sezione posteriore destinata al carico. Sui lati erano presenti una serie di finestrini circolari per parte e, su quello sinistro, una porta d'accesso. Posteriormente terminava in un impennaggio classico monoderiva realizzato in legno, con piani orizzontali controventati, con le superfici di controllo ricoperte in tela.
L'ala, realizzata in legno, era posizionata alta ed a sbalzo.
Il carrello d'atterraggio era semplice, fisso, costituito anteriormente da una coppia di gambe di forza, una per lato, ammortizzata e completamente carenata, poggianti su ruote, anch'esse carenate, ed integrata da un ruotino d'appoggio posizionato sotto la coda.
La propulsione era affidata ad una coppia di motori Hitachi Ha-13a (designazione dell'esercito Type 97), un radiale 9 cilindri raffreddato ad aria in grado di erogare una potenza pari a 450 hp (336 kW), montati in due gondole alari posizionate sul bordo d'attacco racchiusi in cappottature NACA ed abbinati ad eliche tripala.

## Impiego operativo
Il Ki-59 entrò in servizio operativo nel 1941 ma venne rapidamente sostituito dal Tachikawa Ki-54. I pochi esemplari realizzato vennero essenzialmente utilizzati come trasporto ed aereo da collegamento per le truppe giapponesi di stanza nel territorio del Manciukuò. Si ha notizia anche dell'uso limitato del modello come aereo da addestramento.

## Utilizzatori
Giappone
- Dai-Nippon Teikoku Rikugun Kōkū Hombu